# Þorleifur Örn Arnarsson
Þorleifur Örn Arnarsson, deutsche Transkription Thorleifur Örn Arnarsson, (geboren 15. Juli 1978 in Reykjavík) ist ein isländischer Opern- und Theaterregisseur.

## Leben
Þorleifur Örn Arnarsson ist der Sohn des isländischen Schauspielerehepaares Arnar Jónsson und Þórhildur Þorleifsdóttir, und zu seinen Geschwistern zählt die auch in Deutschland bekannte Schauspielerin Sólveig Arnarsdóttir. Er studierte zunächst Schauspiel an der Kunstakademie Islands. Im Anschluss arbeitete er an verschiedenen Theatern in Island, in Helsinki und Sydney als Regisseur.
An der Hochschule für Schauspielkunst „Ernst Busch“ Berlin studierte er Regie. Sein Stück (gemeinsam mit Andri Snær Magnason) Image – Ewige Glückseligkeit wurde 2007 in Island uraufgeführt und erhielt zahlreiche Preise.
2007 gastierte er mit dieser Produktion am Berliner Maxim-Gorki-Theater. Regie führte er unter anderem bei William Shakespeares Romeo und Julia und Elfriede Jelineks Kontrakte des Kaufmanns am Theater St. Gallen, Sarah Kanes 4.48 Psychose am Staatstheater Karlsruhe, Bertolt Brechts Mutter Courage und William Shakespeares Lear am Theater Konstanz sowie Michail Bulgakows Der Meister und Margarita am Landestheater Tübingen.
Am Theater Augsburg inszenierte er Die Fledermaus und 2014 Lohengrin. Seine Regiearbeit von Henrik Ibsens Peer Gynt gewann 2011 das nachtkritik-Theatertreffen. Er arbeitet zudem auch als Dozent, so unter anderem für eine Schauspielregieklasse in Toronto, Kanada.
Mit der Spielzeit 2014/15 wurde Þorleifur Örn Arnarsson als leitender Regisseur für Oper und Schauspiel an das Hessische Staatstheater Wiesbaden engagiert.
Ab der Spielzeit 2019/20 war er für zwei Jahre Schauspieldirektor an der Volksbühne Berlin.

## Inszenierungen (Auswahl)
- 2009: Romeo und Julia von William Shakespeare, Theater St. Gallen[3]
- 2010: Peer Gynt von Henrik Ibsen, Luzerner Theater[4]
- 2014: Die Dreigroschenoper von Bertolt Brecht, Hessisches Staatstheater Wiesbaden[5]
- 2017: Hamlet von William Shakespeare, Schauspiel Hannover[6]
- 2018: Die Edda von Thorleifur Örn Arnarsson und Mikael Torfason, Schauspiel Hannover[7]
- 2018: Macbeth von William Shakespeare, Schauspiel Hannover[8]
- 2008: Die verlorene Oper. Ruhrepos von Thorleifur Örn Arnarsson und Albert Ostermaier, Koproduktion der Ruhrfestspiele Recklinghausen mit dem Staatsschauspiel Hannover[9]
- 2019: Eine Odyssee von Homer, Volksbühne Berlin[10]
- 2019: Die Edda von Thorleifur Örn Arnarsson und Mikael Torfason, Burgtheater Wien[11]
- 2020: Die Orestie von Thorleifur Örn Arnarsson nach Aischylos, Volksbühne Berlin[12]
- 2021: Die Wildente oder Der Kampf um die Wahrheit frei nach Henrik Ibsen, Thalia Theater Hamburg[13]
- 2022: Der Sturm von William Shakespeare, Burgtheater Wien[14]
- 2022: Temple of Alternative Histories von Anna Rún Tryggvadóttir und Thorleifur Örn Arnarsson, Staatstheater Kassel[15]

## Auszeichnungen
- 2018: Deutscher Theaterpreis Der Faust in der Kategorie Beste Regie im Schauspiel für Die Edda am Staatsschauspiel Hannover